# Business Tower Nuremberg
La Business Tower Nuremberg est un gratte-ciel de 135 mètres de hauteur construit à Nuremberg en Allemagne de 1996 à 2000. Il abrite des bureaux sur 35 étages.
C'est le plus haut édifice et l'unique gratte-ciel de Nuremberg.
L'immeuble a été complètement rénové en 2002